# Polo de Rosa
Polo de Rosa fue un grupo afiliado al partido colombiano de izquierda Polo Democrático Alternativo que surgió en el año 2005 por el trabajo decidido de varias personas Sebastián Romero, Blanca Inés Durán Hernández o Germán Rincón Perfetti, entre otros, que buscaban posicionar a la población LGBT en un nuevo escenario, la política.
En 2006 el Polo de Rosa apoyó la campaña de Daniel García-Peña a la Cámara de Bogotá por ser una persona que se compromete con las causas LGBTI y posteriormente en el año 2007 decide lanzar su propio candidato a la Junta Administradora Local de Chapinero, Sebastián Romero, quedando electo y siendo el primero hombre abiertamente homosexual que lograba ser electo en un cargo público. Posteriormente Romero fue nombrado el «Milk colombiano»  por la Revista Cambio por su trabajo político.
Esta organización tiene presencia a nivel nacional a través de nodos en los departamentos de Antioquia, Atlántico, Bogotá, Bolívar, Boyacá, Caldas, Cauca, Meta, Nariño, Santander, Tolima y Valle del Cauca.